# Общественный договор
Обще́ственный догово́р (социа́льный контра́кт) — понятие общественного договора подразумевает, что люди частично откажутся от своих суверенных прав в пользу государства, чтобы обеспечивать свои интересы через его посредство. Общественный договор и означает тем самым соглашение, достигаемое гражданами по вопросам правил и принципов государственного управления с соответствующим им правовым оформлением.
В соответствии с главным принципом теорий общественного договора, легитимный государственный орган формируется на основе добровольного согласия управляемых. Исходное положение для большинства этих теорий — исследование условий человеческого существования, отсутствующих в так называемом «естественном состоянии», когда люди самостоятельно следуют личной выгоде. Исходя из этого базового положения, сторонники теории общественного договора по-разному объясняют, почему разумный человек, следуя своему личному интересу, должен добровольно отказаться от свободы, которой каждый обладает в «естественном» состоянии.

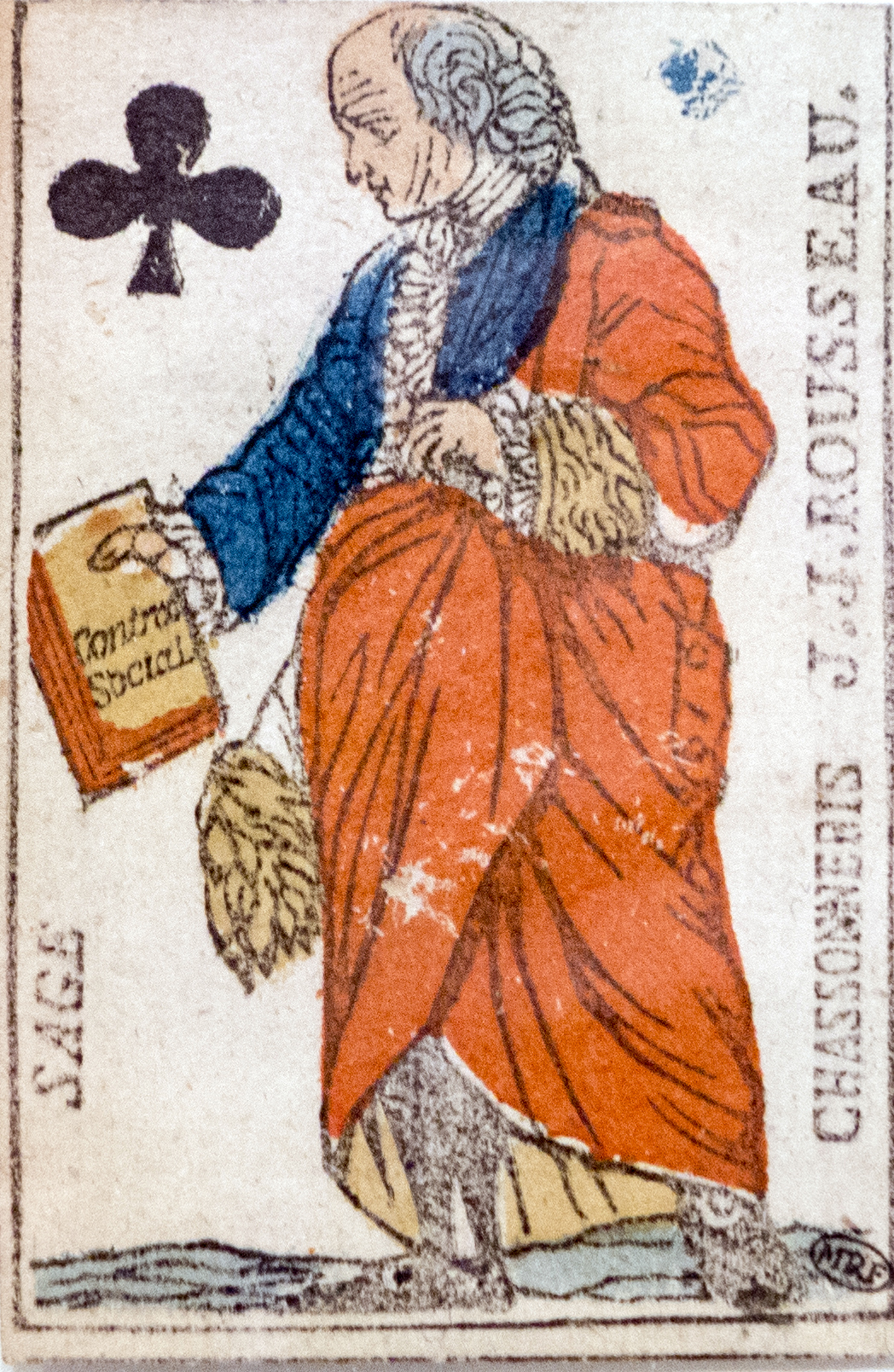
Руссо и «Общественный договор» (игральная карта)

Томас Гоббс (1651), Джон Локк (1689) и Жан-Жак Руссо (1762) являются наиболее известными представителями теории общественного договора. Они сделали очень разные выводы из исходного положения теории общественного договора. Гоббс защищал абсолютную монархию, Локк защищал либеральную монархию, Руссо защищал либеральный республиканизм.
Их работа обеспечивала теоретическую основу конституционной монархии, либеральной демократии и республиканизма. Общественный договор использовался в Декларации независимости США как принцип соблюдения демократии, а позже был интерпретирован применительно к современным условиям такими теоретиками, как Джон Роулз.

## Общий взгляд
Согласно Томасу Гоббсу, человеческая жизнь была бы «опасной, жестокой и короткой» без политической власти. Без неё мы жили бы в естественном состоянии, где у каждого есть неограниченные естественные свободы, включая «право на всё», и, соответственно, свободу вредить всем, кто угрожает нашей собственной жизни; была бы бесконечная «война всех против всех» (Bellum omnium contra omnes). Чтобы избежать этого, свободные люди устанавливают политическое общество, то есть гражданское общество через общественный договор, в котором каждый получает выгоду от гражданских прав взамен подчинению гражданскому кодексу или политической власти.

### Нарушение общественного договора
Общественный договор и полученные при этом гражданские права не являются естественными правами, не фиксируются навсегда. Скорее сам договор — это способ достижения результата — пользы для всех — и (согласно некоторым философам, таким как Локк или Руссо) который будет законным до той ступени, пока находит общий интерес («общее желание» у Руссо). Поэтому, когда в договоре обнаруживаются недостатки, он повторно обсуждается для изменения положений, используя такие средства, как выборы или законодательный орган. Локк доказал, что существует право на восстание в случае договора, приводящего к диктатуре.
Когда кто-то захочет нарушить гражданские права, исходящие из обязательств общественного договора, например, совершая преступления или отказываясь от своих прав, то остальная часть общества защитит себя от действий таких лиц. Быть членом общества — означает взять на себя ответственность за соблюдение правил наряду с угрозой наказания за нарушение их. Таким образом, общество работает «взаимным принуждением, взаимно договоренным» (Хардин, 1968).

## Предыстория

### Классическая мысль
Многие утверждают, что диалог Критон, написанный Платоном, отображает греческую версию теории общественного договора. В этом диалоге Сократ отказывается предпринимать побег из тюрьмы для спасения жизни. Он утверждает, что с тех пор, как он охотно остался в Афинах на всю свою жизнь, когда имел возможность найти другое место, он принял общественный договор, то есть бремя местных законов, и что он не может нарушить эти законы даже тогда, когда они противоречат его личным интересам.

### Эпоха возрождения
Квентин Скиннер утверждал, что несколько важных современных нововведений в теории общественного договора было обнаружено в письмах французских кальвинистов и гугенотов, работа которых поспособствовала писателям из Исторических Нидерландов, возражавших против подчинения страны Испании, а позже — католикам Англии. Как раннего теоретика общественного договора среди них можно рассматривать Франсиско Суареса (1548—1617) из Саламанкской школы, использовавшего концепт естественного права в споре с «божественным правом» абсолютной монархии. Все эти группы теоретиков пытались ясно сформулировать понятие народного суверенитета, устанавливаемого посредством социального соглашения или договора. Аргументы об основах управления начинались с предположений о «естественном состоянии», когда все люди по своей природе свободны от подчинения любому правительству.
С другой стороны, эти аргументы опирались на корпоративные теории, найденные в Римском праве, согласно которому «populus» (лат. — народ) может существовать в качестве отдельной правовой организации. В аргументах отмечалось, что группа людей может объединяться в правительство, поскольку у этой группы есть возможность осуществлять единое желание и принимать решения единогласно в отсутствие верховной власти. Это понятие было отклонено Гоббсом и более поздними теоретиками общественного договора.

## Философы

### Гуго Гроций
В начале XVII столетия Гроций (1583—1645) ввёл современную идею естественных прав людей. Гроций утверждал, что каждый человек имеет естественные права, включая самосохранение, и использовал эту идею как основу для морального консенсуса перед лицом религиозного разнообразия и для повышения естествознания. Он стремился найти простое основание морального начала общества, своего рода естественное право, которое все могли бы потенциально принять. Он зашёл так далеко, что говорил, что если даже признать то, что нельзя признать без крайней греховности, что нет никакого Бога, то эти законы оставались бы в силе. Идею считали разжигательной, так как она предполагала, что власть в конечном итоге может вернуться к людям, пытающимся уберечь себя, если созданное ими политическое общество утратит цель, для которой оно изначально  создавалось. Другими словами, народ, то есть отдельные люди, являются независимыми. Гроций говорил, что люди sui juris (лат. — от своего имени) — в своей собственной власти. Люди имеют права такие же, как и право человека на жизнь, но существует ограничение этих прав из-за возможности для всех принять факт — все должны признать, что каждый человек наделён правом попытаться уберечь себя, и не должен пытаться причинить вред другим, а также обязан пресекать любое возникающее нарушение чьих-либо прав. Кроме того, Гроций вывел социальную аксиому: Человек по своей природе — свободное создание, предназначенное для жизни в социальном общежитии. Эта аксиома противоречила тому, что было на практике, и поэтому в этой аксиоме содержался большой революционный смысл (отсыл к событиям Англии 1640 года). 

### Томас Гоббс. Левиафан (1651)
Первым философом, ясно сформулировавшим подробную теорию общественного договора, был Томас Гоббс (1588—1679). Согласно Гоббсу, жизнь людей в «естественном состоянии» была «одинокой, бедной, неприятной, жестокой и короткой». Это было состояние, где личный интерес, отсутствие прав и соглашений препятствовали развитию общества. Жизнь была «анархичной» — без управления и суверенности. Люди в «естественном состоянии» были аполитичны и асоциальны. Такое естественное состояние имеет следствием появление общественного договора.
Общественный договор был «событием», когда люди объединялись и отказывались от своих естественных прав так, чтобы другие смогли отказаться также и от своих (например, лицо А отказывается от права убить лицо Б, если лицо Б делает то же самое). Это привело к созданию общества и в дальнейшем государства или суверенного образования, которое должно было защищать возникшие новые права, регулирующие социальное взаимодействие. Таким образом, общество больше не находилось в состоянии анархии.
Государства, возникшие не на основах общественного договора, были анархичными. Так же, как каждый человек в естественном состоянии был сам себе хозяин и, таким образом, направлялся личным интересом в отсутствие законов, так и государства действовали в собственных интересах и враждовали друг с другом. Все государства находились в конфликте, потому что не было никакого суверена свыше (то есть более влиятельного), способного к установлению законов общественного договора среди государств. В действительности, работы Гоббса послужили основой для теорий реализма международных отношений, выдвинутых Эдуардом Харлетом Карром и Гансом Моргентау.

### Джон Локк. Два трактата о правлении (1689)
Различие концепций общественного договора Джона Локка и Гоббса состоит в нескольких положениях, но главная идея, что люди в естественном состоянии с готовностью объединяются для формирования государства, сохранилась. В отличие от Гоббса, Локк считал, что человек в естественном состоянии морально менее ограничен в своих действиях, но признавал, что люди жили бы в страхе друг перед другом. Локк полагал, что частные лица согласились бы сформировать государство, обеспечивающее «нейтральное судейство», которое бы защищало права на жизнь, на свободу и на собственность тех, кто бы жил в пределах этого государства. В то время как Гоббс приводил доводы в пользу почти абсолютной власти, Локк утверждал в своём Втором трактате о правлении, что законы могут быть законными, только если они направлены на достижение общего блага. Локк также полагал, что люди будут действовать справедливо только в группах, и что у всех людей есть естественные права.

### Жан-Жак Руссо (1762)
В своём влиятельном трактате «Об общественном договоре» Жан-Жак Руссо (1712—1778) изложил другую версию теории общественного договора, основанную на народном суверенитете. Хотя Руссо писал, что, возможно, в то время британцы были самыми свободными людьми на земле, он не одобрял их представительного правительства. Руссо полагал, что свобода была возможна только там, где было прямое правление народа в законодательстве, где народный суверенитет был неделим и неотделим. Граждане должны по крайней мере в некоторых обстоятельствах быть в состоянии вместе избирать основные нормы, по которым они будут жить, и быть в состоянии пересмотреть эти нормы позже, если они захотят это сделать — то, что британский народ в целом не мог делать.

### Поль Анри Гольбах
«Система природы» — главный труд Гольбаха, по словам современников, стал «библией атеистического материализма». Это синтез всех древних и новых доводов в пользу материалистического и атеистического объяснения действительности. Эта работа имеет огромное историческое значение. Она обличала существующий политический строй и призывала к революции. 

## Сопоставление трёх основных теорий Общественного договора
|                                                    | Когда нет государства: естественное состояние людей                 | Ради чего был заключён общественный договор | Что дал институт государства народу |
| Томас Гоббс (Левиафан)                             | война всех против всех                                              | безопасность                                | защита жизни каждого                |
| Джон Локк (Второй трактат о гражданском правлении) | у каждого есть естественные права (свобода и частная собственность) | свобода                                     | свобода и частная собственность     |
| Жан-Жак Руссо (Об общественном договоре)           | каждый поступает в соответствии со своими личными интересами        | безопасность и демократия                   | общественная польза                 |

## Критика общественного договора
Многие выступают против либертарианской идеи о том, что налогообложение — одна из форм агрессии на основании общественного договора. В частности, сторонники большинства теорий общественного договора воспринимают налоги как финансовую сделку с партнёром, а налоговых чиновников правительства — как субъектов (неявных) договора с членами общества с целью разрешения общих трудностей. Тем не менее, Герберт Спенсер утверждает: «Если каждый человек волен делать то, что желает, не нарушая при этом равную свободу любого другого человека, то он волен отказаться от связи с государством — отказаться от предлагаемых им услуг защиты и бойкотировать выплаты на их обеспечение. Само собой разумеется, что подобным поведением он ни в коей мере не ущемляет свободу других людей, его позиция пассивна, а оставаясь пассивным — он не может стать агрессором. Не менее очевидно, что он не может быть принужден к дальнейшей поддержке одной из политических корпораций без нарушения нравственного закона; ибо гражданство предполагает уплату налогов, а забирать имущество человека против его воли является нарушением его прав» Архивная копия от 8 июня 2019 на Wayback Machine. Некоторые сторонники теории общественного договора утверждают, что человек обязан придерживаться этого самого «общественного договора», оставаясь в пределах государства. Опровержения этой точки зрения часто основываются на том, есть ли реальный выбор с возможностью «выйти из игры». Одним из возможных препятствий может быть то, что покинуть страну может быть трудным и требующим жертв делом, особенно в случае контролируемых государством границ (посредством пограничников с собаками и колючей проволоки). Другой взгляд на этот вопрос заключается в том, что договор — это нечто, принимаемое добровольно. А законы государства, по определению, обязательны к выполнению всеми гражданами в принудительном порядке. Подобное состояние, с этой точки зрения, можно сравнить с мафией — люди якобы добровольно платят ей за «крышу», но де-факто они это делают по принуждению. Другие либертарианцы отмечают, что, поскольку все территории на планете находятся под юрисдикцией того или иного государства, то человек не может покинуть одно государство, не приняв правил другого, и, следовательно, покинуть зону действия общественного договора возможно разве, если вы решите жить в океане. Сторонники теории общественного договора, с другой стороны, утверждают, что выбор одного из многих контрактов, приемлемый с либертарианской точки зрения, практически трудно осуществим. Например, если частная корпорация, контролирующая водоснабжение в регионе (см. «Монополия»), и недовольные ей жители района не смогут прийти к соглашению по созданию нового участника на этом рынке, то отмена контракта с корпорацией будет означать, фактически, что человеку придётся уехать из этого региона. Таким образом, утверждают критики, контракт с монопольной водной корпорацией очень похож на общественный договор.
Вдохновляясь такими соображениями, некоторые минархисты предлагают устанавливать общественный договор (и налоги) только на местном или региональном уровне, чем меньше, тем лучше, поскольку, например, покидание района менее обременительно и гораздо лучше в плане сохранения свободы выбора, чем эмиграция из страны. Такая система также вносит элемент конкуренции между различными налогами, к которым монополистическое центральное правительство не имеет отношения. С другой стороны, эта система также затрудняет проведение каких-либо крупных общественных проектов, так как для подобного необходимо явное соглашение между различными региональными органами власти. Дополнительной проблемой будет и ограничение осуществления крупномасштабных общественных проектов лишь теми, что имеют широкую поддержку, возможно, консолидированную через одну из надгосударственных организаций (ООН, Евросоюз, НАФТА, НАТО). Кроме того, в отсутствие централизованного управления налогообложением эта система также позволяет создание «налоговых убежищ»: если в определённом регионе нет или почти нет местных налогов, многие богатые люди из соседних регионов могут переезжать туда, тем самым лишая налоговых поступлений регионы своего прежнего местожительства, где это богатство было обретено. Хорошо это или плохо — каждый решает сам, в зависимости от своих политических взглядов.
Конечно, существование общественного договора, равно как и существование принципа ненападения, — само по себе предмет спора между сторонниками разных политических идеологий и взглядов. Многие либертарианцы утверждают, что договор не может существовать без сознательного и добровольного согласия всех участников. Известным сторонником этой точки зрения был американский анархист-индивидуалист Лисандр Спунер, основывая принцип ненападения на естественном праве. Спунер считал, что факт угрозы применения насилия со стороны правительства в отношении тех, кто не платит налоги, делает нелегитимным любой общественный договор — так как законные договоры могут быть сделаны только в отсутствие принуждения (то есть они должны быть добровольными).
Другие утверждают, что общественный договор действительно может существовать, но это именно что негласный договор между людьми — придерживаться принципа ненападения; из их аргументации следует, что налогообложение, таким образом, очевидно нарушает общественный договор. Например, анархист Пьер-Жозеф Прудон считал, что вместо договора между человеком и правительством «общественный договор представляет собой соглашение человека с человеком; соглашение, которое должно привести то, что мы называем обществом», к «отречению от любых претензий к управлению окружающими».